# Karl Brauneder
Karl Brauneder (Vösendorf, 1960. március 13. –) válogatott osztrák labdarúgó, hátvéd, edző.

## Pályafutása

### Klubcsapatban
1978 és 1983 között a Wiener SC, 1983 és 1994 között a Rapid Wien labdarúgója volt. Az 1991–92-es idényben kölcsönben a Stahl Linz csapatában szerepelt. 1994–95-ben a VfB Mödling, 1995-ben az SV Sigleß, 1996 és 1998 között a Klingenbach játékosa volt. A Rapiddal két osztrák bajnoki címet és három kupagyőzelmet ért el. Tagja volt az 1984–85-ös idényben KEK-döntős együttesnek.

### A válogatottban
1982 és 1988 között 19 alkalommal szerepelt az osztrák válogatottban és egy gólt szerzett. 1982. május 19-én Bécsben, a dán válogatott ellen egy barátságos mérkőzésen debütált, ahol 1–0-s osztrák győzelem született. Utoljára 1988. április 6-án Pireuszban a görög válogatott elleni barátságos mérkőzésen szerepelt a csapatban, ahol 2–2-es döntetlennel zárult a találkozó.

### Edzőként
2008 és 2010 között az 1. Simmeringer SC csapatánál dolgozott edzőként.

## Sikerei, díjai
Rapid Wien
- Osztrák bajnokság
  - bajnok (2): 1986–87, 1987–88
  - 2. (3): 1983–84, 1984–85, 1985–86
- Osztrák kupa
  - győztes (3): 1984, 1985, 1987
  - döntős: 1986
- Osztrák szuperkupa
  - győztes (3): 1986, 1987, 1988
- Kupagyőztesek Európa-kupája (KEK)
  - döntős: 1984–85
- Intertotó-kupa
  - csoportgyőztes: 1992, 1993

## Statisztika

### Klubpályafutás
| Csapat      | Ország   | Bajnokság                    | Idény    | Mérk. | Gól |
| ----------- | -------- | ---------------------------- | -------- | ----- | --- |
| Wiener SC   | Ausztria | Österreichische Bundesliga   | 1978–79  | 36    | 9   |
| Wiener SC   | Ausztria | Österreichische Bundesliga   | 1979–80  | 36    | 8   |
| Wiener SC   | Ausztria | Österreichische Bundesliga   | 1980–81  | 36    | 3   |
| Wiener SC   | Ausztria | Österreichische Bundesliga   | 1981–82  | 36    | 10  |
| Wiener SC   | Ausztria | Österreichische Bundesliga   | 1982–83  | 29    | 4   |
| Rapid Wien  | Ausztria | Österreichische Bundesliga   | 1983–84  | 22    | 5   |
| Rapid Wien  | Ausztria | Österreichische Bundesliga   | 1984–85  | 28    | 7   |
| Rapid Wien  | Ausztria | Österreichische Bundesliga   | 1985–86  | 35    | 3   |
| Rapid Wien  | Ausztria | Österreichische Bundesliga   | 1986–87  | 26    | 4   |
| Rapid Wien  | Ausztria | Österreichische Bundesliga   | 1987–88  | 34    | 1   |
| Rapid Wien  | Ausztria | Österreichische Bundesliga   | 1988–89  | 29    | 0   |
| Rapid Wien  | Ausztria | Österreichische Bundesliga   | 1989–90  | 28    | 0   |
| Rapid Wien  | Ausztria | Österreichische Bundesliga   | 1990–91  | 10    | 0   |
| Stahl Linz  | Ausztria | Österreichische Bundesliga   | 1991–92  | 26    | 1   |
| Rapid Wien  | Ausztria | Österreichische Bundesliga   | 1992–93  | 21    | 1   |
| Rapid Wien  | Ausztria | Österreichische Bundesliga   | 1993–94  | 29    | 0   |
| VfB Mödling | Ausztria | Österreichische Bundesliga   | 1994–95  | 16    | 2   |
| SV Sigleß   | Ausztria | ?                            | 1995–96  | ?     | ?   |
| Klingenbach | Ausztria | Österreichische Regionalliga | 1996–97  | ?     | ?   |
| Klingenbach | Ausztria | Österreichische Regionalliga | 1997–98  | ?     | ?   |
| Összesen    | Összesen | Összesen                     | Összesen | 461   | 56  |

### Mérkőzései az osztrák válogatottban
| Ausztria | Ausztria             | Ausztria                               | Ausztria      | Ausztria | Ausztria    | Ausztria          | Ausztria | Ausztria |
| #        | Dátum                | Helyszín                               | Hazai         | Eredmény | Vendég      | Kiírás            | Gólok    | Esemény  |
| -------- | -------------------- | -------------------------------------- | ------------- | -------- | ----------- | ----------------- | -------- | -------- |
| 1.       | 1982. május 19.      | Bécs, Práter-stadion                   | Ausztria      | 1 – 0    | Dánia       | barátságos        | -        | 65'      |
| 2.       | 1982. szeptember 22. | Bécs, Hanappi Stadion                  | Ausztria      | 5 – 0    | Albánia     | Eb-selejtező      | 1        | 25' 81'  |
| 3.       | 1984. november 14.   | Bécs, Gerhard Hanappi Stadion          | Ausztria      | 1 – 0    | Hollandia   | vb-selejtező      | -        |          |
| 4.       | 1985. március 27.    | Tbiliszi, Dinamo Stadion               | Szovjetunió   | 2 – 0    | Ausztria    | barátságos        | -        | 46'      |
| 5.       | 1985. május 1.       | Rotterdam, Feijenoord Stadion          | Hollandia     | 1 – 1    | Ausztria    | vb-selejtező      | -        |          |
| 6.       | 1985. május 7.       | Graz, Liebenauer Stadion               | Ausztria      | 4 – 0    | Ciprus      | vb-selejtező      | -        |          |
| 7.       | 1985. október 16.    | Linz, Linzer Stadion                   | Ausztria      | 0 – 3    | Jugoszlávia | barátságos        | -        |          |
| 8.       | 1985. november 20.   | Zaragoza, Estadio La Romareda          | Spanyolország | 0 – 0    | Ausztria    | barátságos        | -        |          |
| 9.       | 1986. március 26.    | Udine, Friuli Stadion                  | Olaszország   | 2 – 1    | Ausztria    | barátságos        | -        |          |
| 10.      | 1986. május 14.      | Salzburg, Stadion Lehen                | Ausztria      | 1 – 0    | Svédország  | barátságos        | -        |          |
| 11.      | 1986. augusztus 27.  | Innsbruck, Tivoli Stadion              | Ausztria      | 1 – 1    | Svájc       | barátságos        | -        |          |
| 12.      | 1986. szeptember 10. | Bukarest, Steaua Stadion               | Románia       | 4 – 0    | Ausztria    | Eb-selejtező      | -        | 63'      |
| 13.      | 1986. október 15.    | Graz, Liebenauer Stadion               | Ausztria      | 3 – 0    | Albánia     | Eb-selejtező      | -        |          |
| 14.      | 1987. április 29.    | Tirana, Qemal Stafa Stadion            | Albánia       | 0 – 1    | Ausztria    | Eb-selejtező      | -        |          |
| 15.      | 1987. augusztus 18.  | Sankt Gallen, Espenmoos stadion        | Svájc         | 2 – 2    | Ausztria    | barátságos        | -        |          |
| 16.      | 1987. október 14.    | Sevilla, Ramón Sánchez Pizjuan Stadion | Spanyolország | 2 – 0    | Ausztria    | Eb-selejtező      | -        |          |
| 17.      | 1987. november 18.   | Bécs, Práter-stadion                   | Ausztria      | 0 – 0    | Románia     | Eb-selejtező      | -        |          |
| 18.      | 1988. február 5.     | Monte-Carlo, II. Lajos Stadion (MCO)   | Ausztria      | 1 – 2    | Svájc       | Tournoi de France | -        |          |
| 19.      | 1988. április 6.     | Pireusz, Karaiszkákisz Stadion         | Görögország   | 2 – 2    | Ausztria    | barátságos        | -        | 46'      |
|          | Összesen             |                                        |               | 19       | mérkőzés    |                   | 1        | gól      |